# Ригель, Зоя Васильевна
Зоя Васильевна Ригель (род. 15 октября 1952, Высокогорный, Хабаровский край), в девичестве Щербакова — советская легкоатлетка, специалистка по бегу на средние дистанции. Выступала за сборную СССР по лёгкой атлетике в конце 1970-х — начале 1980-х годов, обладательница бронзовой медали чемпионата Европы, победительница и призёрка первенств всесоюзного значения, действующая рекордсменка России в эстафете 4 × 400 метров. Представляла Владивосток и спортивное общество «Спартак». Мастер спорта СССР международного класса. Преподаватель ВГУЭС. Заслуженный тренер России (2010). Заслуженный работник физической культуры Российской Федерации (2012).

## Биография
Зоя Щербакова родилась 15 октября 1952 года в рабочем посёлке Мули Хабаровского края.
Занималась лёгкой атлетикой с 1970 года, проходила подготовку во Владивостоке под руководством тренера А. Ригеля. Выступала за добровольное спортивное общество «Спартак». Окончила Дальневосточный технологический институт (1974).
Первого серьёзного успеха на всесоюзном уровне добилась в сезоне 1978 года, когда на зимнем чемпионате СССР в Москве превзошла всех соперниц в беге на 1500 метров и завоевала золотую медаль. Позднее получила серебро на чемпионате СССР по кроссу в Алма-Ате, одержала победу на Мемориале братьев Знаменских в Вильнюсе, выиграла серебряные медали в дисциплине 1500 метров и в эстафете 4 × 800 метров на летнем чемпионате СССР в Тбилиси. Попав в состав советской сборной, выступила на чемпионате Европы в Праге, где на дистанции 800 метров с личным рекордом 1.56,57 стала бронзовой призёркой, уступив только двум своим соотечественницам Татьяне Провидохиной и Надежде Муште.
В 1980 году на чемпионате СССР в Донецке выиграла серебряную медаль в беге на 1500 метров и с командой РСФСР победила в эстафете 4 × 800 метров, установив при этом ныне действующий национальный рекорд России в данной дисциплине — 7.56,6.
За выдающиеся спортивные достижения удостоена почётного звания «Мастер спорта СССР международного класса».
Впоследствии работала тренером по лёгкой атлетике во Владивостоке, принимала участие в соревнованиях по лёгкой атлетике в качестве судьи (судья республиканской категории). Подготовила ряд титулованных легкоатлетов, 15 мастеров спорта и 2 мастеров спорта международного класса, в частности её воспитанница Елена Войнова стала чемпионкой Европы в помещении. Преподавала во Владивостокском государственном университете экономики и сервиса, доцент кафедры физкультурно-оздоровительной и спортивной работы.
Заслуженный тренер России (2010). Заслуженный работник физической культуры Российской Федерации (2012).